# 박종수 (배우)
박종수(1986년 3월 24일 ~ )는 대한민국의 배우이자 모델이다.

## 출연 작품

### 영화
- 《양자물리학》 (2019년) - 문실장 사내들 역
- 《프리즌》 (2017년) - 경비교도대 역
- 《검사외전》 (2016년) - 검찰청입구 경호원 역
- 《세상끝의 사랑》 (2015년) - 음주단속 경찰 2 역
- 《적도》 (2015년) - 군인 역

### 드라마
- 《닥터 프로스트》 (OCN, 2014년~2015년) - 박범수 역 (특별출연)

### 뮤직비디오
- 투엘슨 - 하루같은 일년 (2015년)[2]
- 니화 - can't stop (2017년)
- 오은영 - 바람이 불어 그곳을 본다 (2018년)

### 연극
- 죽여주는 이야기 (2015년)
- 쉬어매드니스 9차팀 (2019년)
- 쉬어매드니스 14차 겨울 스페셜팀(2022~2023년)